# Jolietina latimarginata
Jolietina latimarginata är en mossdjursart som först beskrevs av Busk 1884.  Jolietina latimarginata ingår i släktet Jolietina och familjen Cribrilinidae. Inga underarter finns listade i Catalogue of Life.